# George Botsford
George Botsford (Sioux Falls, 24 febbraio 1874 – New York, 11 febbraio 1949) è stato un compositore statunitense.

## Biografia
Nacque a Sioux Falls, nel Sud Dakota, e crebbe nell'Iowa. La sua prima composizione The Katy Flyer -- Cake Walk fu pubblicata nel 1899. Anche se il suo nome è legato indissolubilmente a Black and white rag composizione molto conosciuta e apprezzata, pubblicata nel 1908, un vero e proprio successo dell'epoca.
In seguito si trasferì a New York e divenne un compositore di Tin Pan Alley. Morì a New york nel '49.

## Principali Composizioni
- The Katy Flyer -- Cake Walk
- Black and white rag
- Grizzly Bear Rag
- Chatterbox Rag
- Pianophiends Rag
- Texas Steer
- Boomerang Rag
- Sailing Down the Chesapeake Bay